# Transfiguracja (elektrotechnika)

Trójfazowe połączenie elementów E w gwiazdę i trójkąt

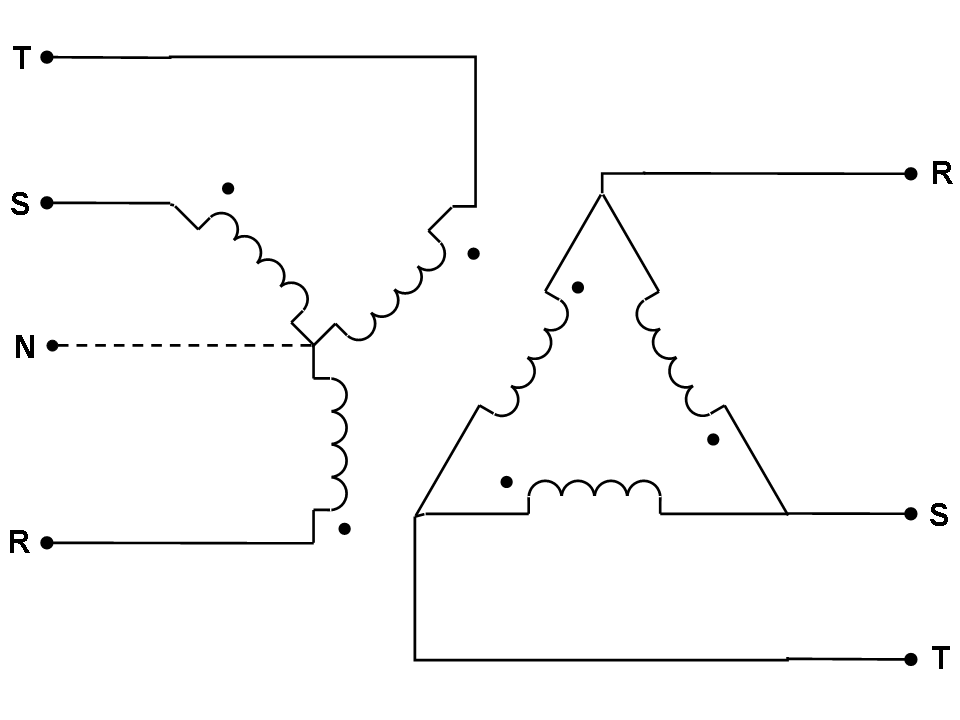
Schemat trójfazowego połączenia elementów w gwiazdę i trójkąt z zaznaczeniem bieguna neutralnego

Transfiguracja (łac. transfiguratio przekształcenie) – przekształcenie  elementów układu elektrycznego połączonych w gwiazdę w równoważny układ elementów połączonych w trójkąt jak też na odwrót. Warunkiem poprawnej transfiguracji jest niezmienność wartości napięć i natężeń prądu elektrycznego w pozostałej części obwodu, która nie podlega przekształceniu.

## Transfiguracja trójkąt-gwiazda
Czasami zachodzi potrzeba zastąpienia układu połączonego w trójkąt równoważnym układem połączonym w gwiazdę. Równoważność oznacza tutaj warunek niezmienności prądów i napięć w tej części obwodu, która nie podlega przekształceniu transfiguracji. 
Można matematycznie udowodnić, że wartości zastępcze impedancji Zi dla połączenia w gwiazdę przy danych wartościach połączenia w trójkąt (Zij) są wyrażone poniższymi wzorami (podkreślenie oznacza liczby zespolone): 
{\displaystyle {\underline {Z_{1}}}={\frac {{\underline {Z_{12}}}\cdot {\underline {Z_{31}}}}{{\underline {Z_{12}}}+{\underline {Z_{23}}}+{\underline {Z_{31}}}}}}
{\displaystyle {\underline {Z_{2}}}={\frac {{\underline {Z_{12}}}\cdot {\underline {Z_{23}}}}{{\underline {Z_{12}}}+{\underline {Z_{23}}}+{\underline {Z_{31}}}}}}
{\displaystyle {\underline {Z_{3}}}={\frac {{\underline {Z_{23}}}\cdot {\underline {Z_{31}}}}{{\underline {Z_{12}}}+{\underline {Z_{23}}}+{\underline {Z_{31}}}}}}
Dla układu całkowicie symetrycznego  w którym {\displaystyle Z_{ij}={\underline {Z_{12}}}={\underline {Z_{23}}}={\underline {Z_{31}}}} zachodzi:
{\displaystyle {\underline {Z_{i}}}={\frac {1}{3}}{\underline {Z_{ij}}}}

## Transfiguracja gwiazda-trójkąt
Dla oznaczeń użytych na rysunku można udowodnić, że wartości zastępcze dla połączenia w trójkąt przy danych wartościach połączenia w gwiazdę są wyrażone poniższymi wzorami:
{\displaystyle {\underline {Z_{12}}}={\underline {Z_{1}}}+{\underline {Z_{2}}}+{\frac {{\underline {Z_{1}}}\cdot {\underline {Z_{2}}}}{\underline {Z_{3}}}}}
{\displaystyle {\underline {Z_{23}}}={\underline {Z_{2}}}+{\underline {Z_{3}}}+{\frac {{\underline {Z_{2}}}\cdot {\underline {Z_{3}}}}{\underline {Z_{1}}}}}
{\displaystyle {\underline {Z_{31}}}={\underline {Z_{3}}}+{\underline {Z_{1}}}+{\frac {{\underline {Z_{3}}}\cdot {\underline {Z_{1}}}}{\underline {Z_{2}}}}}
Dla układu całkowicie symetrycznego  w którym {\displaystyle Z_{i}={\underline {Z_{1}}}={\underline {Z_{2}}}={\underline {Z_{3}}}} zachodzi:
{\displaystyle {\underline {Z_{ij}}}=3{\underline {Z_{i}}}}